# 福科納斯 (加利福尼亞州康特拉科斯塔縣)
福科納斯（英語：Four Corners）是位於美國加利福尼亞州康特拉科斯塔縣的一個非建制地區。該地的面積和人口皆未知。

## 地理
福科納斯的座標為37°57′23″N 122°02′22″W / 37.95639°N 122.03944°W，而該地的平均海拔高度為15米（即49英尺）。